# Garcia II du Kongo
Pour les articles homonymes, voir García.
Dom Garcia II Afonso, ou Nkanga a Lukeni a Nzenze a Ntumba en kikongo, fut le roi du royaume du Kongo de 1641 à 1660.

## Origine
Nkanga a Lukeni a Nzenze a Ntumba était le second fils de la princesse Lukeni, fille de la princesse Nzenze, elle-même fille d'Ana Ntumba, troisième fille du roi Alphonse Ier du Kongo. Avant d'accéder au trône, il était connu sous le nom de Garcia Okimbaku, nommé marquis de Kiowa par Alvare V et duc de Mbamba par son frère

## Règne
Garcia II Afonso succède à son frère aîné Alvare VI, premier roi du Nlaza Kanda et règne sur le Royaume du Kongo du 22 février 1641 au 23 janvier 1660.
Le nouveau roi contracte une alliance avec les Hollandais qui, en 1641, occupent Luanda. En avril 1645, Garcia II fait la guerre au comte de Soyo, Dom Daniel da Silva, mais il est vaincu le 29 avril. À la fin de juillet 1646, l'armée du roi, qui comprend une troupes de 300 à 400 hommes, subit une nouvelle défaite de la part du Soyo qui se considère désormais comme une principauté quasi indépendante.
Après la réoccupation de Luanda reprise aux Hollandais le 15 août 1648, le roi Garcia II est sous la menace d'un conflit avec les Portugais. Il envoie des ambassadeurs négocier et un traité de paix est conclu en 1649 à Luanda.  Pour faire oublier son attitude hostile, Garcia II est contraint d'abandonner sa souveraineté sur l'île de Luanda et de renoncer à tout commerce direct avec les Hollandais et les Espagnols. Il doit par ailleurs accepter une clause qui sera ultérieurement lourde de conséquences et qui prévoit que « le roi du Kongo s'engage à donner à la couronne du Portugal les montagnes dans lesquelles on dit que se trouvent des mines d'argent ». En 1654, du fait de la non-observation des clauses de ce traité par le roi Garcia, la guerre faillit encore éclater.
Le 25 mai 1645 arrivent au Kongo cinq missionnaires capucins (italiens et espagnols) avec un mandat de la Congrégation de la propagande de la foi, fondée par le pape Grégoire XV en 1622. Par une lettre à Rome du 5 octobre 1646, le roi réclame l'envoi d'un nouveau contingent de missionnaires. Le Saint-Siège donne son accord et au total c'est une trentaine de capucins qui opéreront au Kongo. Durant quelques années, le roi se montre favorable. Un premier conflit intervient en 1651, lorsque le roi est déçu dans son espoir d'obtenir l'appui de Rome pour réaliser son dessein de rendre la royauté héréditaire dans sa propre famille et de supprimer l'élection. C'est à cette époque qu'il expulse de son fief son neveu Dom Pedro nommé duc de Nsundi.
En 1654 l'accord entre le roi et les capucins est rompu, lorsque le père Hyacinthe de Vetralla lui fait des reproches pour « son inconduite et les superstitions qu'il pratique ». Garcia II tente alors de perdre les capucins auprès des Portugais en les accusant d'être des agents de l'Espagne. Garcia II signe finalement la paix avec les Portugais en 1657 sans rien concéder que le paiement d'une indemnité de guerre.

## Postérité et famille
Après la mort de son neveu, Dom Pedro de Nsundi en 1648, il a comme héritier son fils aîné Dom Alfonso, qu'il finit par écarter et exécuter. Il a comme successeur son second fils, le roi Antoine Ier.
Une de ses filles, Dona Ana, épouse le futur roi Pierre III et une de ses sœurs est la Reine Ana Afonso de Leão.

## Sources
- (en) Anne Hilton, The Kingdom of Kongo, Clarendon Press, 1985, p. 86 & 132  Fig. 1 et Fig. 2.
- (en) John K. Thorton, The Kingdom of Kongo, ca. 1390-1678. The Development of an African Social Formation, vol. 22, n° 87-88, Systèmes étatiques africains, Cahiers d'études africaines, p. 325-342.